# Нос (опера)
„Нос“ (на руски: Нос) е първата опера на руския композитор Дмитрий Шостакович.
Написана е през 1927 – 1928 година, като либретото, базирано на едноименната повест от 1836 година на Николай Гогол, е в основната си част написано от самия композитор, с приноси на Евгений Замятин, Александър Прейс и Георгий Ионин. Сатиричният сюжет разказва за чиновник, чийто нос е отрязан по погрешка, но израства до човешки размери и постига по-голям успех в обществото от самия него.
Операта е поставена за пръв път на 18 януари 1930 година в Малкия оперен театър в Ленинград под режисурата на Николай Смолич, но е приета зле от критиката и режима и в продължение на десетилетия не е представяна в Съветския съюз.